# Nepenthes bokorensis
Nepenthes bokorensis is een vleesetende bekerplant uit de familie Nepenthaceae. De soort is endemisch in Cambodja. Hier komt hij voor op de berg Phnom Bokor in het nationaal park Preah Monivong Bokor. De plant is zowel naar de berg als het park vernoemd.
Nepenthes bokorensis vangt voornamelijk mieren. De lokale naam in het Khmer luidt dan ook ampuong sramoch, wat 'mierenvalkuil' betekent. In de provincie Kampot wordt deze naam overigens op alle Nepenthes-planten toegepast.

## Beschrijving
Nepenthes bokorensis  is een klimplant die een hoogte van zeven meter kan bereiken. De plant is geheel bedekt met zilverkleurige of bruinige haartjes. De bladeren worden maximaal 35 centimeter lang en 8 centimeter breed. De ranken die de bladeren met de vangbekers verbinden zijn tot 18 centimeter lang.
|            |  |            |
| Onderbeker |  | Bovenbeker |

De onderbekers zijn tot 20 centimeter hoog en 6 centimeter breed. De bovenbekers meten tot 25 centimeter hoog en 6 centimeter breed en vertonen een grote verscheidenheid in vorm en kleur. De bekervloeistof is zeer zuur; bij een plant werd een pH-waarde van 2,7 gemeten.

## Verspreidingsgebied
Nepenthes bokorensis is endemisch in Cambodja. Hij komt met zekerheid voor op de berg Phnom Bokor in het nationaal park Preah Monivong Bokor, waar hij is aangetroffen op hoogtes tussen de 800 en 1080 meter boven zeeniveau. Mogelijk bestaan er ook populaties in andere delen van het Damreigebergte.
Het typische leefgebied van Nepenthes bokorensis bestaat uit droog kreupelhout of onvolgroeide hellingbossen. De plant groeit optimaal in de schaduw van andere vegetatie; in direct zonlicht zal ze meestal onvolgroeid blijven. N. mirabilis en N. kampotiana zijn sympatrische soorten op Phnom Bokor. Van de laatstgenoemde bekerplant zijn natuurlijke hybriden met N. bokorensis waargenomen.
... · 
N. alata · 
N. albomarginata · 
N. ampullaria · 
N. argentii · 
N. aristolochioides · 
N. attenboroughii · 
N. bicalcarata · 
N. bokorensis · 
N. bongso · 
N. boschiana · 
N. burkei · 
N. campanulata · 
N. chaniana · 
N. danseri · 
N. deaniana · 
N. densiflora · 
N. diatas · 
N. distillatoria · 
N. edwardsiana · 
N. ephippiata · 
N. gracilis · 
N. gymnamphora · 
N. hirsuta · 
N. inermis · 
N. insignis · 
N. jamban · 
N. khasiana · 
N. lamii · 
N. leyte · 
N. lingulata · 
N. lowii · 
N. macfarlanei · 
N. macrophylla · 
N. madagascariensis · 
N. masoalensis · 
N. maxima · 
N. mirabilis · 
N. monticola · 
N. northiana · 
N. ovata · 
N. peltata · 
N. pervillei · 
N. pitopangii · 
N. rafflesiana · 
N. rajah ·
N. rhombicaulis · 
N. rosea ·
N. sanguinea · 
N. sibuyanensis · 
N. spathulata · 
N. tenax · 
N. tenuis · 
N. veitchii ·
N. ventricosa ·
N. vieillardii ·
N. villosa · 
...